# Focke-Wulf A 17
Die Focke-Wulf A 17 „Möwe“ war ein Verkehrsflugzeug der Focke-Wulf Flugzeugbau AG. Ende der 1920er Jahre galt es als wirtschaftlichstes Flugzeug überhaupt.

## Geschichte
Aufgrund der guten Erfahrungen mit dem Kleinverkehrsflugzeug A 16 sah Focke-Wulf auch gute Absatzchancen für ein größeres Flugzeug. Auch bei der A 17 standen eine hohe Wirtschaftlichkeit und niedrige Anschaffungskosten im Vordergrund. Es wurden zuerst zwei Versionen hergestellt, dies waren die A 17 (420-PS-Gnome-Rhône-Jupiter-Sternmotor) im Jahre 1927 und 1928 die A 17a (480-PS-Jupiter-Triebwerk mit Getriebe).
Die erste A 17 wurde nach den Musterprüfungsflügen bei der Deutschen Versuchsanstalt für Luftfahrt in Adlershof von der Norddeutschen Luftverkehrs AG im Nordseebäderdienst verwendet. Im Jahre 1928 erteilte die Deutsche Luft Hansa einen Auftrag zum Bau von zehn Maschinen der Version A 17a. Diese wurden noch im gleichen Jahr in Dienst gestellt und nach nordwestdeutschen Städten (Emden, Osnabrück, Münster usw.) benannt. 1929 setzte die Luft Hansa diesen Typ auch auf den internationalen Strecken Berlin–Zürich und Berlin–Paris ein und legten bis zum August 1929 über 1 Million Flugkilometer zurück. In den ersten 2½ Jahren ihres Einsatzes bewältigten die A 17 und A 17a etwa 12 % des gesamten planmäßigen Luftverkehrs der Luft Hansa.
1932 wurde eine A 17a zur sogenannten Kinder-Möwe umgebaut und für Rundflüge, die für 2,50 Reichsmark angeboten wurden, eingesetzt. Erst im Jahre 1936 wurden die beiden letzten A 17a der Lufthansa (D-UNIK „Münster“ und D-UTOS „Hannover“) ausgeschlachtet.

## Konstruktion

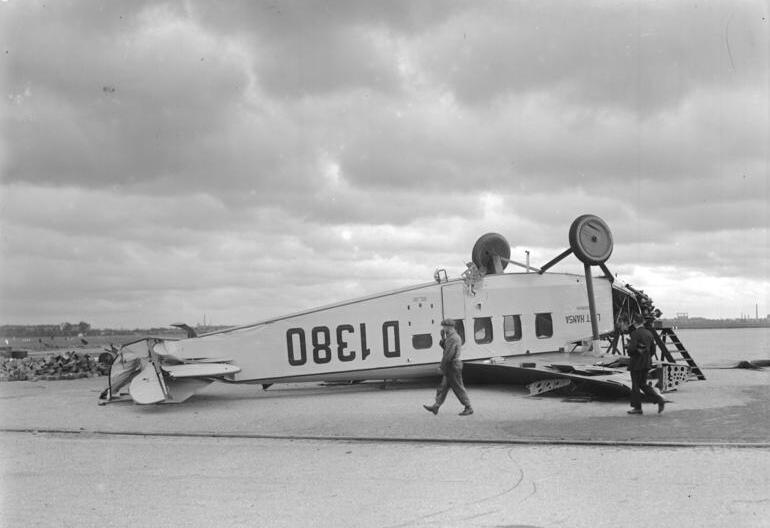
A 17a D-1380 „Oldenburg“ nach einem Sturmschaden in Tempelhof (1928)

Der freitragende Schulterdecker war in Gemischtbauweise aus Stahl und Holz ausgeführt. Das achslose Fahrwerk war auf beiden Seiten mit einer senkrechten Strebe zur Tragfläche und einer schrägen Strebe zum Rumpf abgestützt. Die Außenteile der Tragflächen besaßen die für frühe Focke-Wulf-Konstruktionen typische Zanonia-Form zur Verbesserung der Querstabilität. Die in den Tragflächen platzierten Tanks bildeten einen Teil der Flügelnase und sorgten für eine maximale Flugdauer von etwa vier Stunden.
Die geschlossene Kabine konnte bis zu acht Fluggäste aufnehmen. Auch die zweiköpfige Besatzung saß in einem geschlossenen Cockpit mit Doppelsteuerung. Die zwei Gepäckräume waren unter dem Cockpit und am Rumpfende neben der Toilette untergebracht.

## Weiterentwicklungen
Bei vier weiteren von der Lufthansa 1929 in Auftrag gegebenen Exemplaren, wurde der Einbau von BMW-VI-Motoren mit 650 PS verlangt. Zusammen mit Verbesserungen der Zelle führte dies zu einer deutlichen Gewichtserhöhung, worauf diese Variante die neue Bezeichnung A 29 erhielt. Die äußerlichen Unterschiede zur A 17 beschränkten sich auf den Motor, den Stirnkühler, das Höhenleitwerk und eine geänderte Cockpit-Verglasung. Zwei Exemplare der A 29 (D-1757 „Friesland“ und D-1867 „Westfalen“) waren bis 1933 bei der Luft Hansa im Einsatz.
Ein weiteres Flugzeug dieser Serie wurde von der Deutschen Versuchsanstalt für Luftfahrt als Versuchsträger für Flugmotoren verwendet und als A 26 bezeichnet.
Die letzte Version der Möwe war die A 38, von der die Luft Hansa 1931 vier Exemplare für Fracht- und Personenflüge bestellte. Die Rumpfaufteilung wurde hier grundlegend geändert, zwischen dem Cockpit für die dreiköpfige Besatzung (Pilot, Bordwart und Funker) und der Fluggastkabine für zehn Passagiere wurde ein Frachtraum eingebaut. Weiterhin existierte auch eine Nur-Fracht-Ausführung, wobei sogar die Flügelwurzeln als Hilfsfrachträume mit einbezogen wurden. Die A 38 flog von 1931 bis 1933 auf den Strecken der Luft Hansa.

## Technische Daten

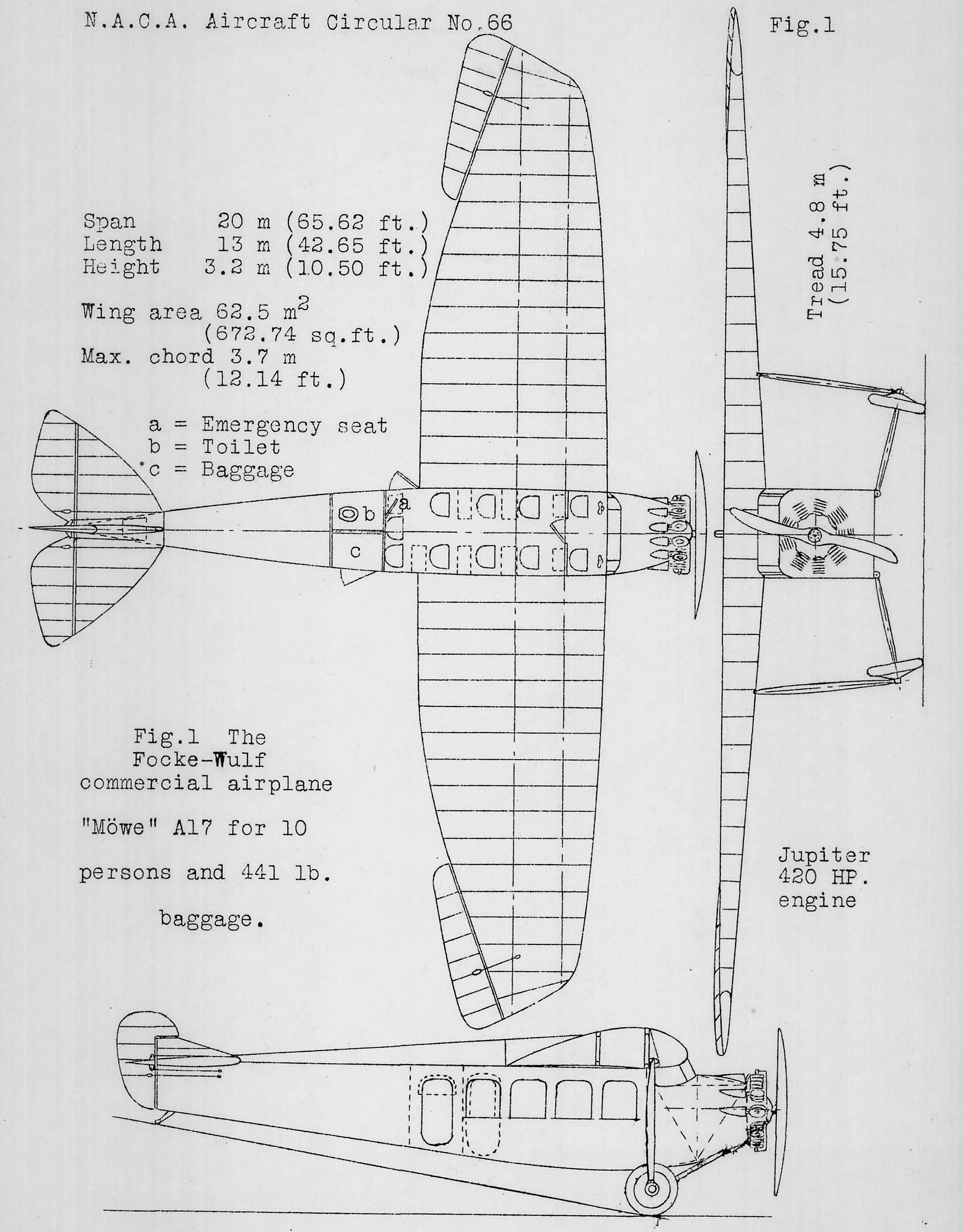
Dreiseitenriss

| Kenngröße             | A 17                                                                      | A 17a                                                                     | A 29                                                                  | A 38                                        |
| --------------------- | ------------------------------------------------------------------------- | ------------------------------------------------------------------------- | --------------------------------------------------------------------- | ------------------------------------------- |
| Besatzung             | 1–2                                                                       | 2                                                                         | 2                                                                     | 3                                           |
| Passagiere            | 8–9                                                                       | 10                                                                        | 8                                                                     | 10                                          |
| Länge                 | 13,00 m                                                                   | 14,63 m                                                                   | 14,80 m                                                               | 15,40 m                                     |
| Spannweite            | 20,00 m                                                                   | 20,00 m                                                                   | 20,00 m                                                               | 20,00 m                                     |
| Höhe                  | 3,20 m                                                                    | 4,32 m                                                                    | 4,00 m                                                                | 5,30 m                                      |
| Flügelfläche          | 62,50 m²                                                                  | 62,50 m²                                                                  | 62,50 m²                                                              | 62,50 m²                                    |
| Flügelstreckung       | 6,4                                                                       | 6,4                                                                       | 6,4                                                                   | 6,4                                         |
| Leermasse             |                                                                           | 2450 kg                                                                   | 2850 kg                                                               | 2200 kg                                     |
| Startmasse            | 3625 kg                                                                   | 4000 kg                                                                   | 4500 kg                                                               | 4400 kg                                     |
| Triebwerk             | ein Gnome-Rhône Jupiter, 420 PS (ca. 310 kW)                              | ein Gnome-Rhône Jupiter, 480 PS (ca. 350 kW)                              | ein BMW VI, Varianten von 450 PS (ca. 330 kW) bis 600 PS (ca. 440 kW) | ein Siemens Jupiter IV, 510 PS (ca. 380 kW) |
| Höchstgeschwindigkeit | 169 km/h                                                                  | 198 km/h                                                                  | 198 km/h                                                              | 204 km/h                                    |
| Reisegeschwindigkeit  |                                                                           | 175 km/h                                                                  | 176 km/h                                                              | 168 km/h                                    |
| Landegeschwindigkeit  |                                                                           | 90 km/h                                                                   | 92 km/h                                                               | 75 km/h                                     |
| Steiggeschwindigkeit  | 1,60 m/s                                                                  | 2,18 m/s                                                                  |                                                                       |                                             |
| Steigzeit             | 8,4 min auf 1000 m Höhe 19,9 min auf 2000 m Höhe 38,8 min auf 3000 m Höhe | 6,6 min auf 1000 m Höhe 14,7 min auf 2000 m Höhe 25,3 min auf 3000 m Höhe |                                                                       |                                             |
| Gipfelhöhe            | 4000 m                                                                    | 5000 m                                                                    | 4700 m                                                                | 3500 m                                      |
| Reichweite            |                                                                           | 800 km                                                                    | 800 km                                                                | 750 km                                      |